# Siergiej Firsanow
Siergiej Firsanow (ur. 3 lipca 1982 w Wielkich Łukach) – rosyjski kolarz szosowy.

## Najważniejsze osiągnięcia
2008
- 2. miejsce w Ringerike GP
  - 1. miejsce na 2. etapie
- 3. miejsce w Les 3 Jours De Vaucluse

2009
- 1. miejsce w Ringerike GP
  - 1. miejsce na 2. etapie
- 1. miejsce w Boucle De l'Artois
  - 1. miejsce na 3. etapie

2010
- 1. miejsce w Five Rings of Moscow
  - 1. miejsce na 2. etapie
- 2. miejsce w Ringerike GP
- 3. miejsce w Rhône-Alpes Isère Tour

2011
- 1. miejsce w Five Rings of Moscow
  - 1. miejsce na 2. etapie
- 2. miejsce w Grand Prix of Adygeya
  - 1. miejsce na 3. etapie

2012
- 1. miejsce w Vuelta a la Comunidad de Madrid
  - 1. miejsce na 2. etapie
- 3. miejsce w Rund um den Finanzplatz Eschborn-Frankfurt
- 4. miejsce w Tour of Belgium
- 5. miejsce w Tour of Norway
- 2. miejsce w Grand Prix of Adygeya
  - 1. miejsce na 1. etapie

2013
- 5. miejsce w Settimana Ciclistica Lombarda

2014
- 1. miejsce w Tour of Kavkaz
  - 1. miejsce na 4. etapie
- 3. miejsce w Grand Prix of Adygeya

2015
- 2. miejsce w Tre Valli Varesine
- 1. miejsce w Grand Prix of Adygeya
  - 1. miejsce na 2. etapie
- 5. miejsce w Tour d’Azerbaïdjan
  - 1. miejsce na 5. etapie
- 4. miejsce w Tour of Almaty
- 1. miejsce w Grand Prix of Sochi Mayor
- 5. miejsce w Tour of Croatia

2016
- 1. miejsce w Settimana Internazionale di Coppi e Bartali
  - 1. miejsce na 2. etapie
- 1. miejsce w Giro dell’Appennino
- 4. miejsce w Giro del Trentino